# Akinobu Yokouchi
Akinobu Yokouchi (jap. 横内 昭展, Yokouchi Akinobu; * 30. November 1967 in der Präfektur Fukuoka) ist ein ehemaliger japanischer Fußballspieler und -trainer.

## Karriere

### Spieler
Yokouchi erlernte das Fußballspielen in der Schulmannschaft der Tokai University Daigo High School. Seinen ersten Vertrag unterschrieb er 1986 bei Mazda. Der Verein spielte in der höchsten Liga des Landes, der Japan Soccer League. 1987 erreichte er das Finale des Kaiserpokals. Am Ende der Saison 1987/88 stieg der Verein in die Division 2 ab. 1990/91 wurde er mit dem Verein Vizemeister der Division 2 und stieg in die Division 1 auf. Mit Gründung der Profiliga J.League 1992 und der damit verbundenen Neuorganisation des japanischen Fußballs wurde Mazda zu Sanfrecce Hiroshima. 1994 wurde er mit dem Verein Vizemeister der J1 League. Für den Verein absolvierte er 26 Erstligaspiele. Ende 1995 beendete er seine Karriere als Fußballspieler.

### Trainer
Von 2003 bis Saisonende 2017 war Yokouchi Co-Trainer bei Sanfrecce Hiroshima. Im Juli 2017 stand er als Interimstrainer zwei Spiele an der Seitenlinie. Von Januar 2018 bis Juli 2021 stand er beim japanischen Fußballverband unter Vertrag. Zu Beginn der Saison 2023 unterschrieb er einen Vertrag als Cheftrainer beim Zweitligisten Júbilo Iwata.

## Erfolge

### Spieler
Mazda/Sanfrecce Hiroshima
- Japanischer Vizemeister: 1994
- Japanischer Pokalfinalist: 1987, 1995